# سکوبانیسکا موراویتسا
سکوبانیسکا موراویتسا (به انگلیسی: Sokobanjska Moravica) رودخانه‌ای است که در صربستان جریان دارد.